# Forte dei Marmi
Forte dei Marmi ist eine italienische Gemeinde mit 6777 Einwohnern (Stand 31. Dezember 2023) in der Provinz Lucca, an der Versilia-Küste und am Ligurischen Meer gelegen.

## Geografie
Der Ort liegt etwa 35 km nordwestlich der Provinzhauptstadt Lucca und rund 90 km westlich der Regionalhauptstadt Florenz in der klimatischen Einordnung italienischer Gemeinden in der Zone C, 1 402 GG.
Die Nachbargemeinden sind Montignoso (MS), Pietrasanta und Seravezza.

## Geschichte
Das Wahrzeichen der Stadt ist Il Fortino, ein Fort, das der Großherzog der Toskana, Leopold I., 1788 erbauen ließ. Der Hafen diente früher zur Verschiffung von Carrara-Marmor, der in den Apuanischen Alpen gebrochen wird und den der Bildhauer Michelangelo zur Schaffung seiner weltweit bekannten Skulpturen nutzte.
Seit den 1920er Jahren lebte hier die Fiat-Eigner-Familie Agnelli in der Sommerfrische. Heute ist das Anwesen mit Tunnelgang zum Strand ein 5-Sterne-Hotel. Thomas Mann hielt sich 1926 auf einer Reise in Forte dei Marmi auf. Er verwendete den Ort als Vorlage für „Torre di Venere“ in seiner politischen Novelle Mario und der Zauberer. Bereits fünf Jahre zuvor ließ sich der berühmte Schriftsteller Aldous Huxley für einige Zeit in Forte dei Marmi nieder.
Der Tenor Andrea Bocelli lebt ebenfalls in Forte dei Marmi und seine Kinder Amos (* 1995), Matteo und Virginia wurden hier geboren. Forte dei Marmi ist auch der Geburtsort der Königin Paola von Belgien. Edmund Stoiber ist Ehrenbürger des Ortes.

## Sehenswürdigkeiten

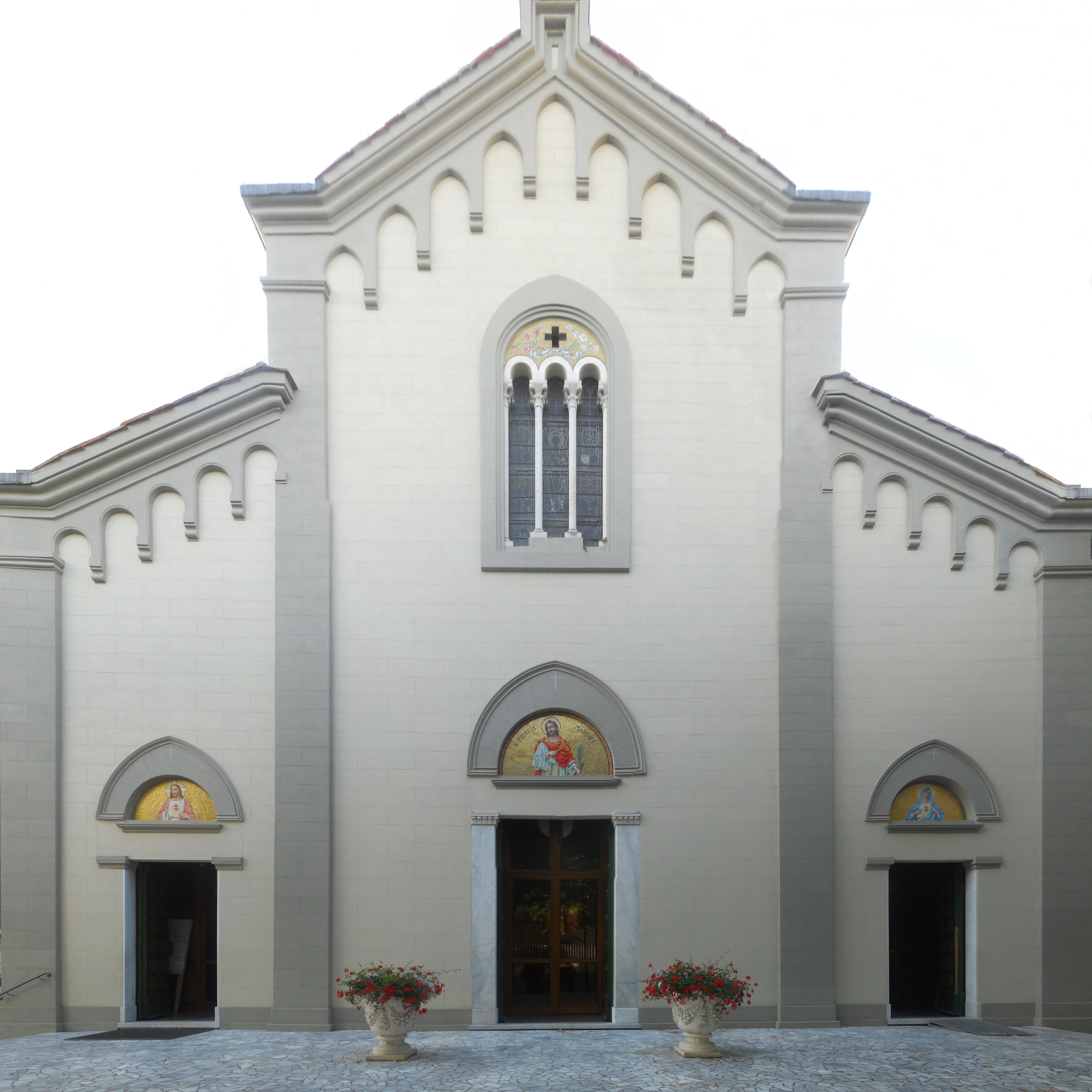
Die Kirche Chiesa di Sant’Ermete

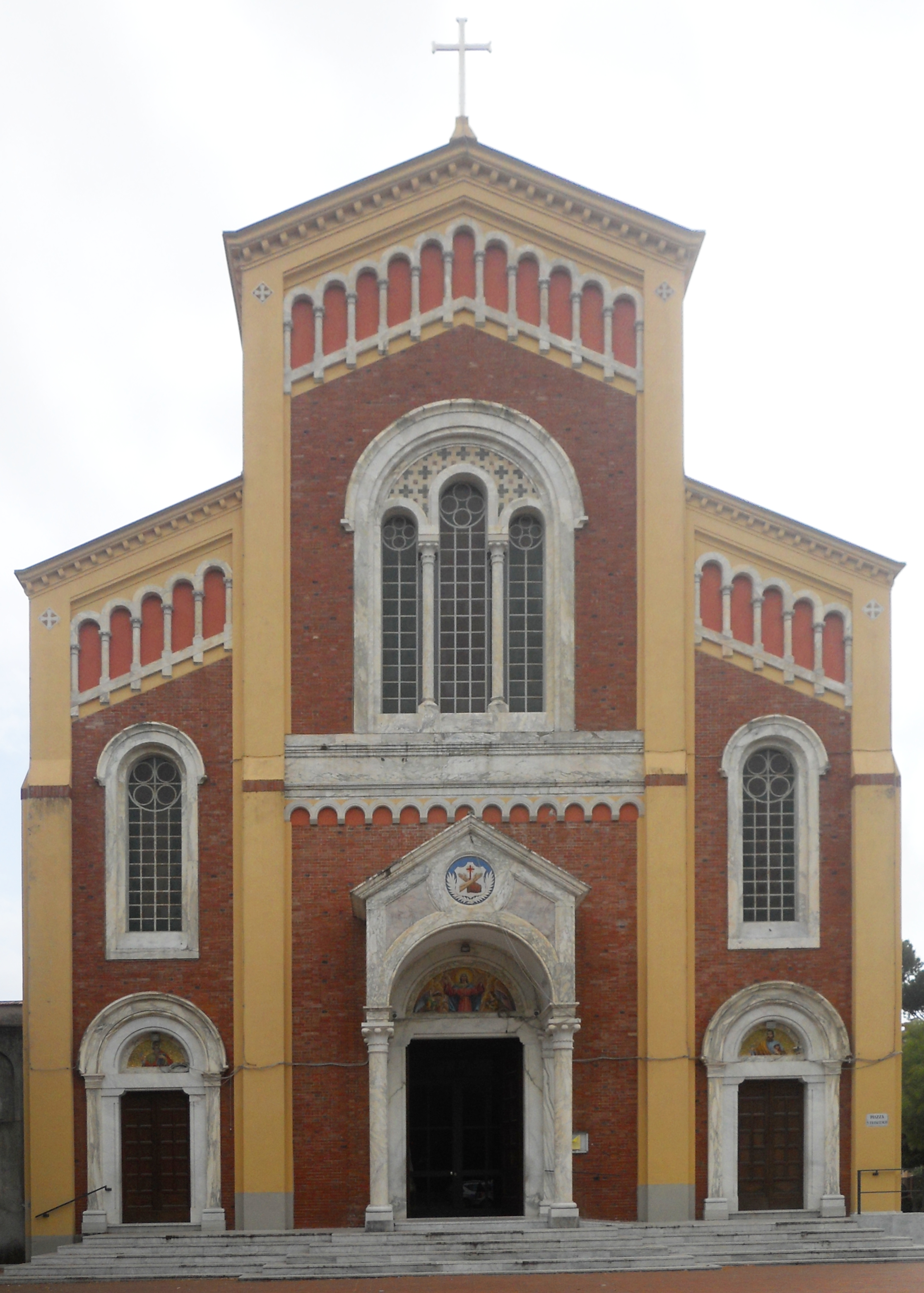
Die Kirche Chiesa di San Francesco

- Forte Lorenese, Wehranlage aus dem 17. Jahrhundert
- Chiesa di Sant’Ermete, 1870 entstandene Kirche
- Chiesa di San Francesco, Kirche im Ortsteil Vittoria Apuana

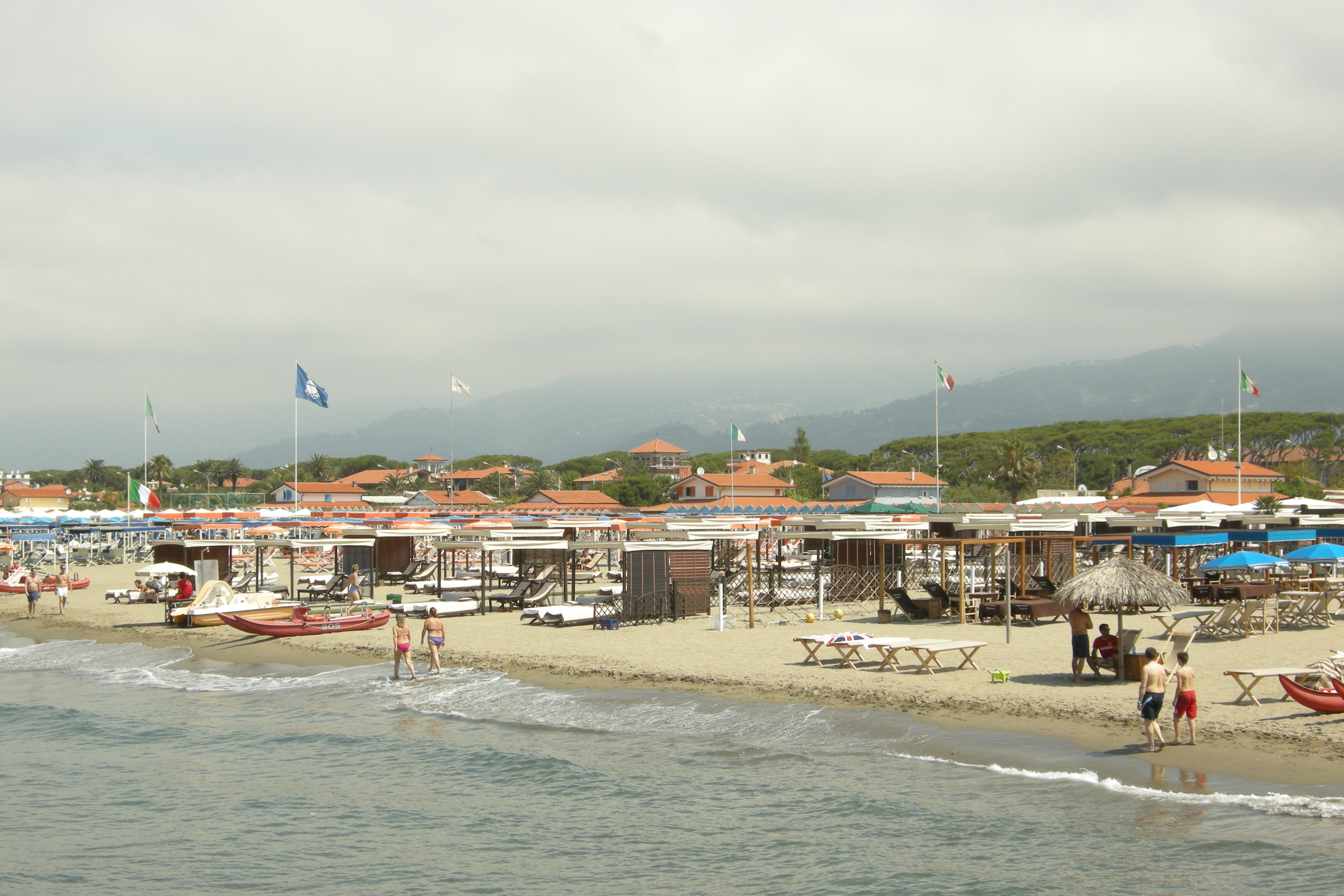
Strand
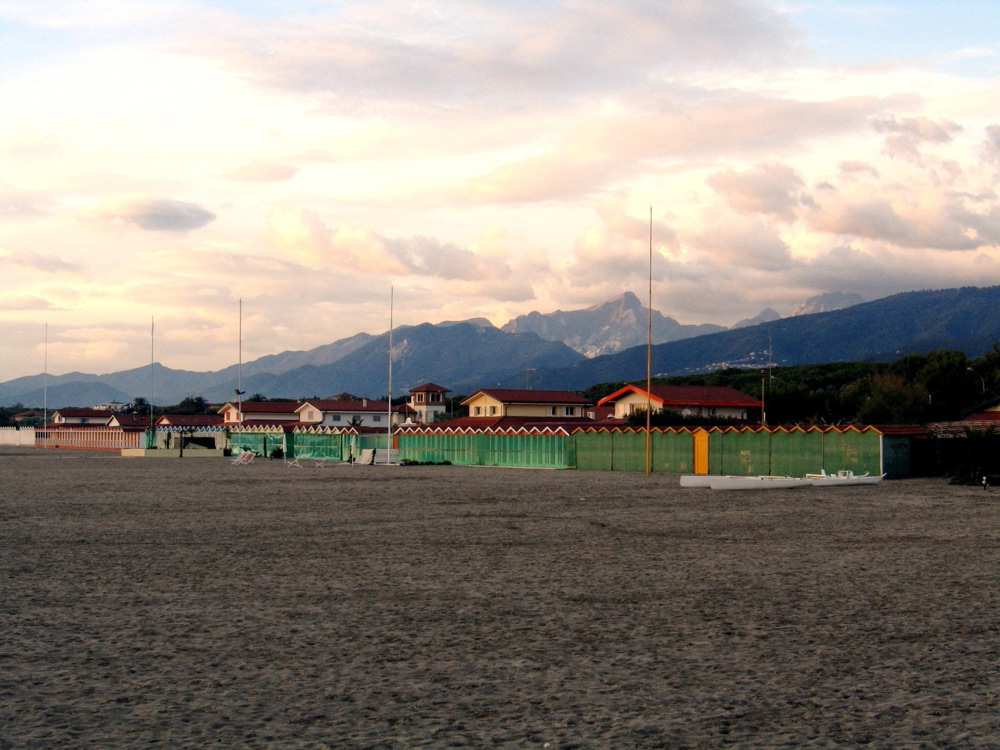
Badestrand mit Umkleidekabinen
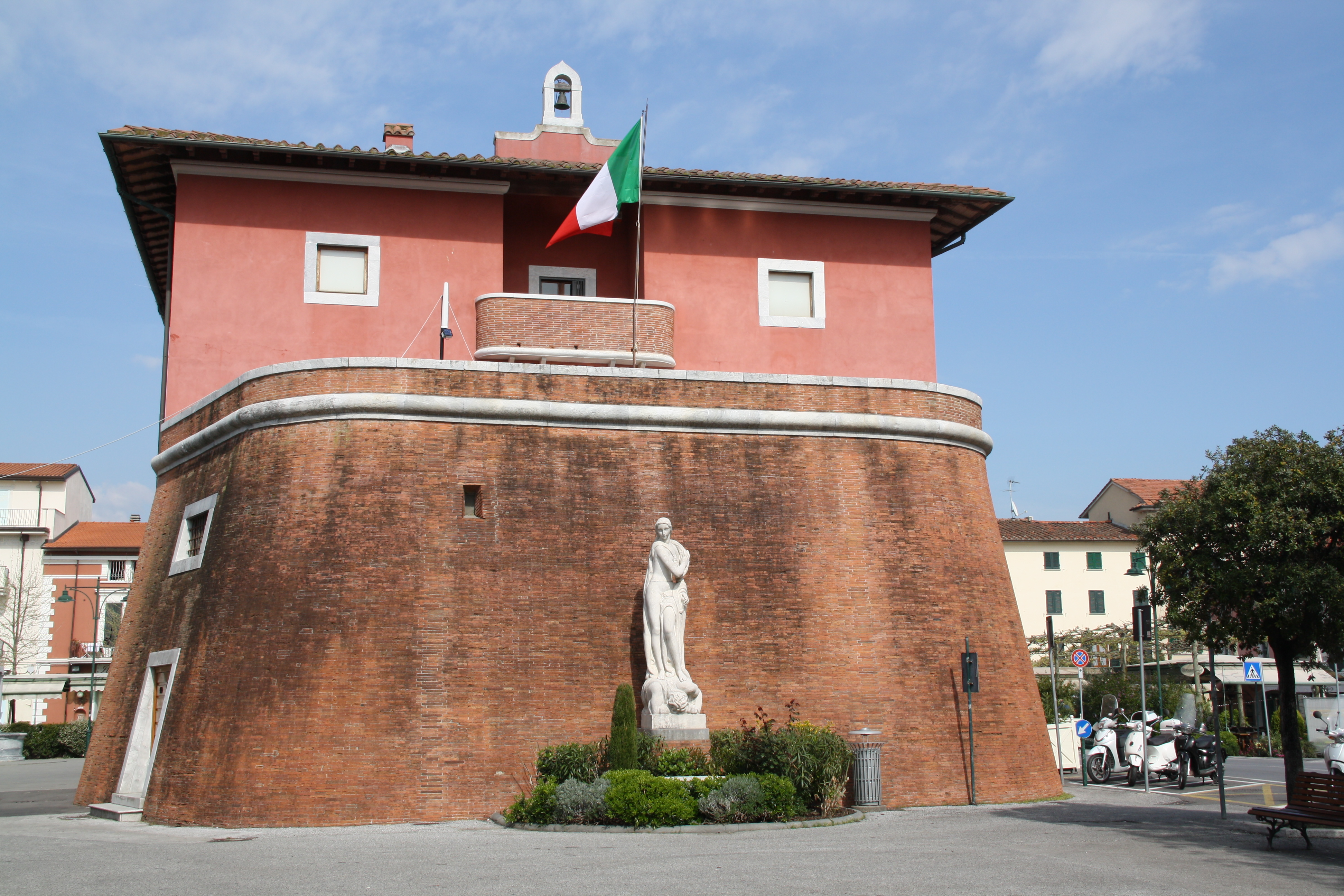
Festung Forte Lorenese
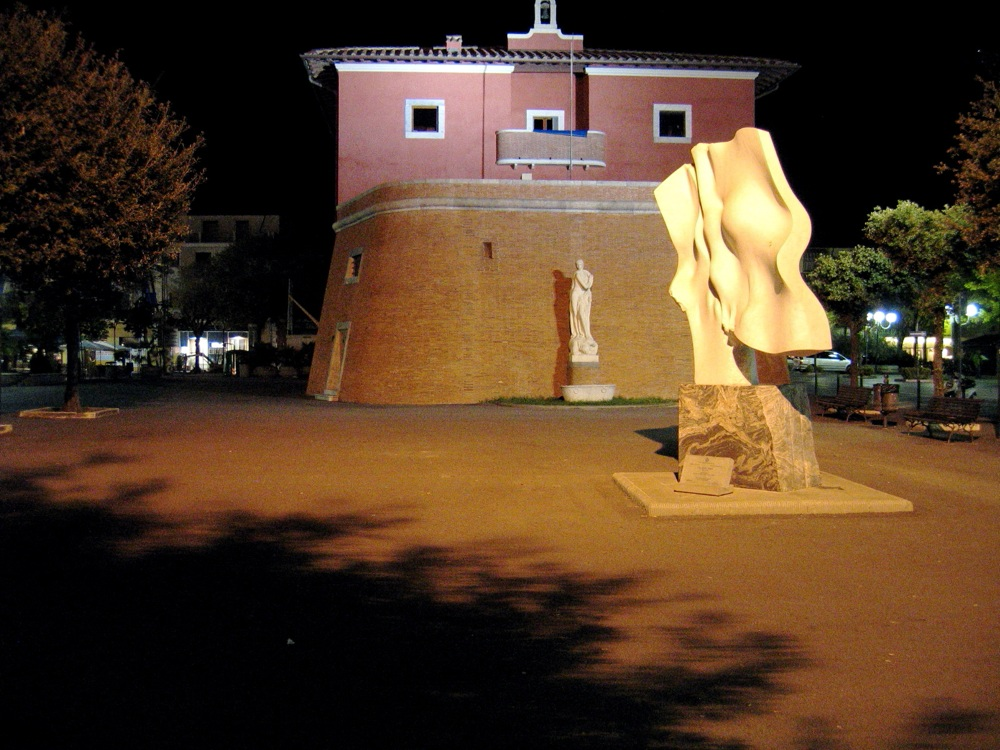
Skulpturen vor dem Forte Lorenese
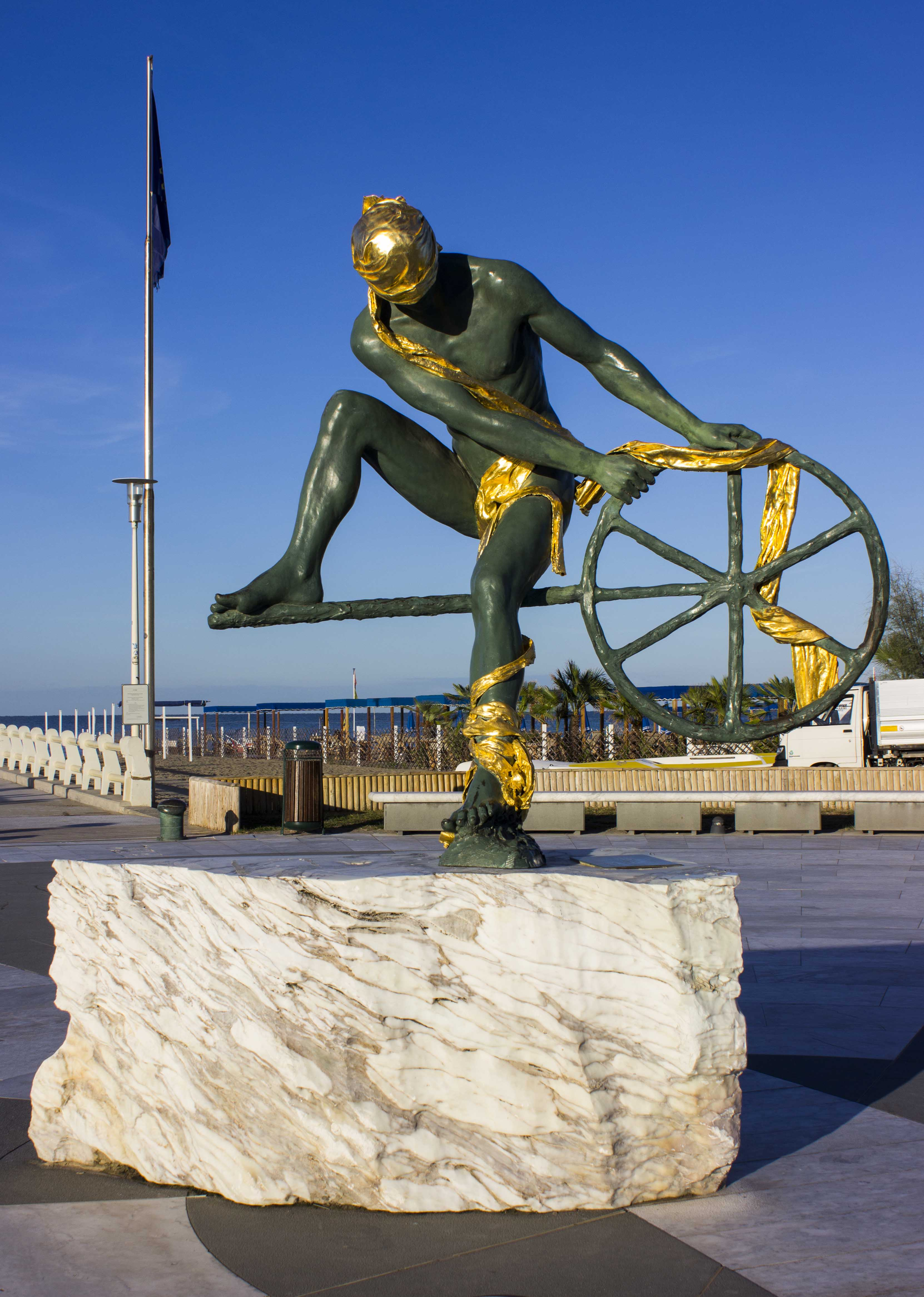
Skulptur Odysseus von Anna Chromy

## Wirtschaft
Der mondäne Badeort an der Versilia lebt vom Tourismus und wird hauptsächlich im Sommer besucht. Liegeplätze am Strand kosten bis zu mehreren hundert Euro am Tag.

## Verkehr
- Der Ort hat die Haltestelle Forte dei Marmi-Seravezza-Querceta an der Bahnstrecke Pisa–Genua.
- Forte dei Marmi liegt an der historischen Via Aurelia, die heute als Autobahn A 12 am Ort entlang verläuft.

## Film
- Urlaub auf toskanisch – Das Seebad Forte dei Marmi. Dokumentarfilm, Deutschland, 2012, 43:10 Min., Buch und Regie: Cristina Ricci und Stefan Pannen, Produktion: fernsehbüro, Südwestrundfunk, arte. Reihe: Länder – Menschen – Abenteuer, Erstsendung: 18. Februar 2013 beim SWR, Inhaltsangabe (Memento vom 23. Februar 2013 im Internet Archive) vom NDR.
- Sicherheit (Originaltitel: Security): Der 2021 von Sky Original und Netflix veröffentlichte Thriller nach einem gleichnamigen Roman des amerikanischen Schriftstellers Stephen Amidon  spielt in Forte dei Marmi.[5]

## Persönlichkeiten
- Paola von Belgien (* 1937), Königin von Belgien
- Matteo Bocelli (* 1997), Sänger (Tenor)
- Virginia Bocelli (* 2012), Sängerin